# Dương Tăng Tự
Dương Tăng Tự (chữ Hán: 杨僧嗣, ? - 473), người dân tộc Đê, thủ lĩnh nước Cừu Trì vào đời Nam Bắc triều, tại vị trong khoảng thời gian 466 ÷ 473.

## Cuộc đời và sự nghiệp
Tăng Tự là em họ của thủ lĩnh Dương Nguyên Hòa. Năm 466, Nguyên Hòa đầu hàng Bắc Ngụy, Tăng Tự tự lập làm Vũ Đô vương, đồn trú Gia Lô. Tháng 7 ÂL cùng năm, triều đình Lưu Tống thừa nhận vai trò Cừu Trì thủ lĩnh của Tăng Tự, phong làm Bắc Tần Châu thứ sử, Vũ Đô vương.
Năm 473, mất.